# 立陶宛航空
立陶宛航空，曾为立陶宛的国家航空公司，总部设在立陶宛首都维尔纽斯，枢纽机场是维尔纽斯国际机场。该公司已于2009年1月停止营业。

## 历史
立陶宛航空成立于1938年，名称为“Lietuvos oro linijos”。当时拥有两架Percival Q-6飞机，首批开通的航线为考纳斯-帕兰加以及考纳斯-里加。1940年，立陶宛被苏联占领，全国的航班遂被蘇聯民航垄断。
1991年，立陶宛脱离苏联，实现独立。立陶宛航空很快便于同年9月20日重新成立，并更名为“Lietuvos avialinijos”，以原有的苏联民航维尔纽斯基地为基础开始运营。重建初期，立陶宛航空首先将飞行网络的重点由前苏联国家转移到西欧，并将苏制飞机替代为西方国家生产的飞机。1991年10月，立陶宛航空的首架波音737飞机抵达维尔纽斯国际机场，这也是前苏联国家引进的首架波音737。
1999年2月，立陶宛航空启动其常旅客计划“琥珀里程”（Amber Miles）。
经过10多年的亏损经营，以及跨大西洋航线计划流产等事件之后，立陶宛航空于2005年改制，实现私有化，立陶宛航空集团（FlyLAL Group AB）成为其新的拥有者。同年9月20日，在公司重新创办14周年之际，启用新商标“flyLAL”。
2006年2月1日，立陶宛航空网上售票系统投入使用。便捷的销售手段带来更多顾客，推动了公司业绩的提高。
2008年，立陶宛航空将包机业务划出，交由新成立的“立陶宛航空包机”（FlyLAL Charters）经营。未来立陶宛航空将仅经营定期航班业务。立陶宛航空包机与立陶宛航空同属于立陶宛航空集团。同年6月，立陶宛政府批准立陶宛航空在维尔纽斯国际机场内建设自己的航站楼。这一年的年初，立陶宛航空强行进入爱沙尼亚和拉脱维亚市场，但年底即退出爱沙尼亚市场。
立陶宛航空与拉脱维亚的波罗的海航空，作为波罗的海国家两家规模较大的航空公司，是长期的竞争对手。2007年10月，立陶宛航空集团曾表达了收购拉脱维亚政府所持有的波罗的海航空股份的意愿。2008年7月，立陶宛航空指责波罗的海航空以及里加国际机场存在不正当竞争行为。两家航空公司的矛盾在2008年秋天进一步激化。维尔纽斯地区法院判立陶宛航空状告波罗的海航空和里加国际机场违反不正当竞争法一案胜诉。这一事件也引起两国政府的注意，拉脱维亚外交部向立陶宛驻拉使馆发出照会，要求立方对维尔纽斯地区法院的这一裁决作出解释。拉脱维亚交通部长Ainārs Šlesers对立陶宛方面的做法感到愤怒，并强调，拉脱维亚从未对立陶宛驻拉企业做出任何不恰当的行为，立方的这项决定是不公平的。他还透露，立陶宛航空已经濒临破产。10月26日，又发生了立陶宛航空飞机在里加国际机场被扣事件，导致飞机晚点起飞。该飞机是立陶宛航空夏季时刻表中飞离里加国际机场的最后一个航班，而该机场并不在其冬季时刻表的飞行计划内。飞机被扣的原因是立陶宛航空尚有欠款未交给里加国际机场。机场方面称欠款数额“巨大”，而立陶宛航空则持相反的说法，并称机场这一做法是“报复行为”。
2009年1月17日起，立陶宛航空停止营业。其姐妹公司立陶宛航空包机则在单独的营业许可下继续开展包机业务。

## 目的地
停业之前，立陶宛航空在夏季高峰期的直达目的地达20多个，通过与其它航空公司的代码共享等合作，可通达全世界300多个城市。2008至2009年冬季，立陶宛航空有如下13个目的地。
| 立陶宛航空通航目的地 | 立陶宛航空通航目的地 | 立陶宛航空通航目的地         | 立陶宛航空通航目的地 | 立陶宛航空通航目的地 |
| -------------------- | -------------------- | ---------------------------- | -------------------- | -------------------- |
| 国家                 | 城市                 | 机场                         | 机场代码             | 备注                 |
| 法國                 | 巴黎                 | 巴黎－夏尔·戴高乐机场        | CDG                  |                      |
|                      | 第比利斯             | 第比利斯国际机场             | TBS                  |                      |
| 德国                 | 法兰克福             | 法兰克福机场                 | FRA                  |                      |
| 匈牙利               | 布达佩斯             | 布达佩斯费里海吉机场         | BUD                  |                      |
| 義大利               | 米兰                 | 米兰－马尔彭萨机场           | MXP                  |                      |
| 義大利               | 罗马                 | 罗马－菲乌米奇诺机场         | FCO                  |                      |
| 立陶宛               | 维尔纽斯             | 维尔纽斯国际机场             | VNO                  | 枢纽                 |
| 荷蘭                 | 阿姆斯特丹           | 斯希普霍尔机场               | AMS                  |                      |
| 俄羅斯               | 莫斯科               | 谢列梅捷沃国际机场           | SVO                  |                      |
| 西班牙               | 马德里               | 马德里－巴拉哈斯机场         | MAD                  |                      |
| 土耳其               | 伊斯坦布尔           | 伊斯坦布尔阿塔图尔克国际机场 | IST                  |                      |
| 乌克兰               | 基辅                 | 鲍里斯波尔国际机场           | KBP                  |                      |
| 英国                 | 伦敦                 | 伦敦盖特威克机场             | LGW                  |                      |

## 机队

### 停业时机队

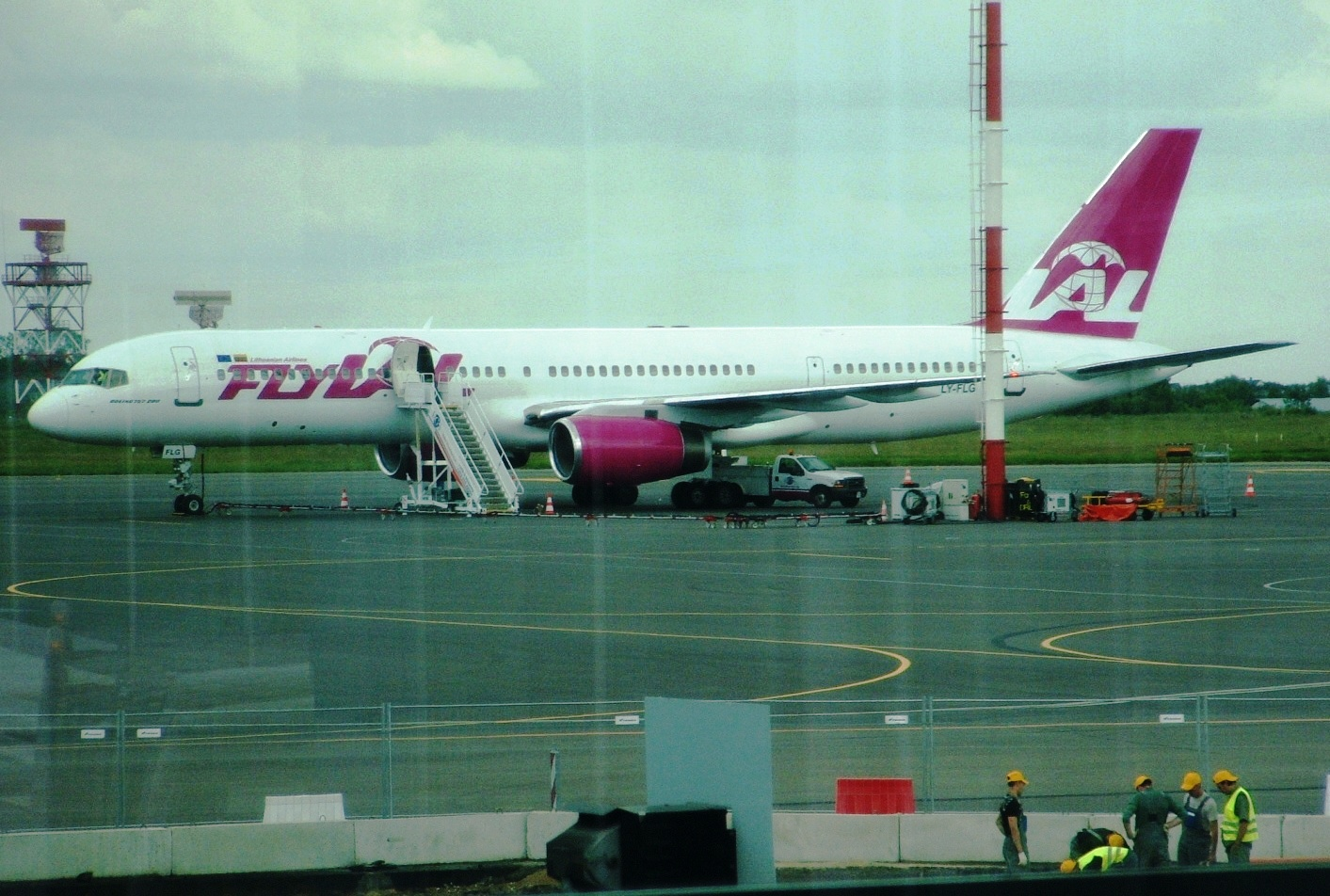
立陶宛航空的波音757-200客机

立陶宛航空在停业时的机队拥有以下飞机：